# Jørgen Juve
Jørgen Juve (22. november 1906 - 12. april 1983) var en norsk fodboldspiller (angriber) og -træner fra Porsgrunn, og indtil oktober 2024 den mest scorende spiller i det norske fodboldlandsholds historie.
Juve tilbragte hele sin aktive karriere, fra 1926 til 1938, hos FK Lyn i Oslo. Han var en del af holdet, der nåede den norske pokalfinale i 1928, som dog blev tabt til Ørn-Horten. Efter sit karrierestop fungerede han i en kort periode som træner for FK Bodø/Glimt.
Juve spillede desuden 45 kampe og scorede 33 mål for Norges landshold, hvilket gør ham til den mest scorende spiller i landsholdets historie. Hans første landskamp var et opgør mod Finland 3. juni 1928, hans sidste en venskabskamp mod Danmark 13. juni 1937. Han var anfører på det norske hold, der vandt bronze ved OL i 1936 i Berlin, nordmændenes hidtil eneste OL-medalje i fodbold på herresiden.
Juve var udover fodboldspiller både jurist, journalist og forfatter. Han arbejdede blandt andet for aviserne Dagbladet og Tidens Tegn og skrev adskillige bøger, primært om sport. For sine præstationer blev han hædret med det norske fodboldforbunds guldmærke, den højeste pris en fodboldspiller i Norge kan blive tildelt. Han døde 12. april 1983 i Oslo.